# Иван Марков (революционер)
Вижте пояснителната страница за други личности с името Иван Марков.
Иван Марков, известен като Брата или Кочоглу, е български революционер, войвода на Вътрешната македонска революционна организация.

## Биография
Иван Марков е родом от Богданци, Гевгелийско. Присъединява се към ВМРО и става четник на организацията. По-късно става кукушки околийски войвода с 9 души чета.
През август 1924 година Иван Марков, Стефан Каркалашев и един турчин подготвят атентат срещу Иван Пальошев в Гевгели. Иван Марков самостоятелно напада Пальошев, ранява го в главата, след което се измъква от града. През август 1925 г. Марков е част от ревизионната чета на Струмишки революционен окръг, ръководена от Александър Протогеров. Със задълбочаването на конфликта във ВМРО, през май 1928 г. Иван Марков Брата е увещаван от дейци, близки на Иван Михайлов, да се откаже от революционна дейност. След разцеплението на ВМРО от юли 1928 г. Иван Марков подкрепя протогеровистите. По време на протогеровистката експедиция в Пиринска Македония, Брата подготвя атентат срещу михайловисти в Горна Джумая. През март 1929 г. той убива полицейски агент и бива критикуван от протогеровисткото ръководство за пиянство и непристойно поведение, след което закратко е изпратен в Италия. При завръщането си в България е арестуван в Горна Джумая. Секретарят на Андрей Ляпчев - Методи Янчулев, го увещава да се откаже от бъдеща дейност в замяна на амнистия. Към 1933 г., по данни на Коста Бичинов, Иван Марков Брата вече се е отказал от протогеровисткото крило на ВМРО.